# قیام جوکیو
فیام کاسوکه یا قیام جوکیو (به ژاپنی: 貞享騒動, Jōkyō Sōdō) یک قیام دهقانی بزرگ بود که در سال ۱۶۸۶ (در سومین سال از دوره جوکیو در دوره ادو در آزومی دایرا، ژاپن اتفاق افتاد. آزومیدایرا در آن زمان بخشی از قلمروی ماتسوموتو بود که تحت کنترل شوگون‌سالاری توکوگاوا بود. در آن زمان خاندان میزونو این بخش را اداره می‌کردند.